# Román Torres
Román Aureliano Torres Morcillo (* 20. März 1986 in Panama-Stadt) ist ein panamaischer Fußballspieler. Er spielt seit 2020 für Inter Miami in der US-amerikanischen Major League Soccer. Der Innenverteidiger bestritt über 100 Länderspiele für die panamaische Nationalmannschaft und führte diese 2018 als Kapitän zu ihrer ersten Weltmeisterschaftsteilnahme.

## Karriere

### Vereinskarriere

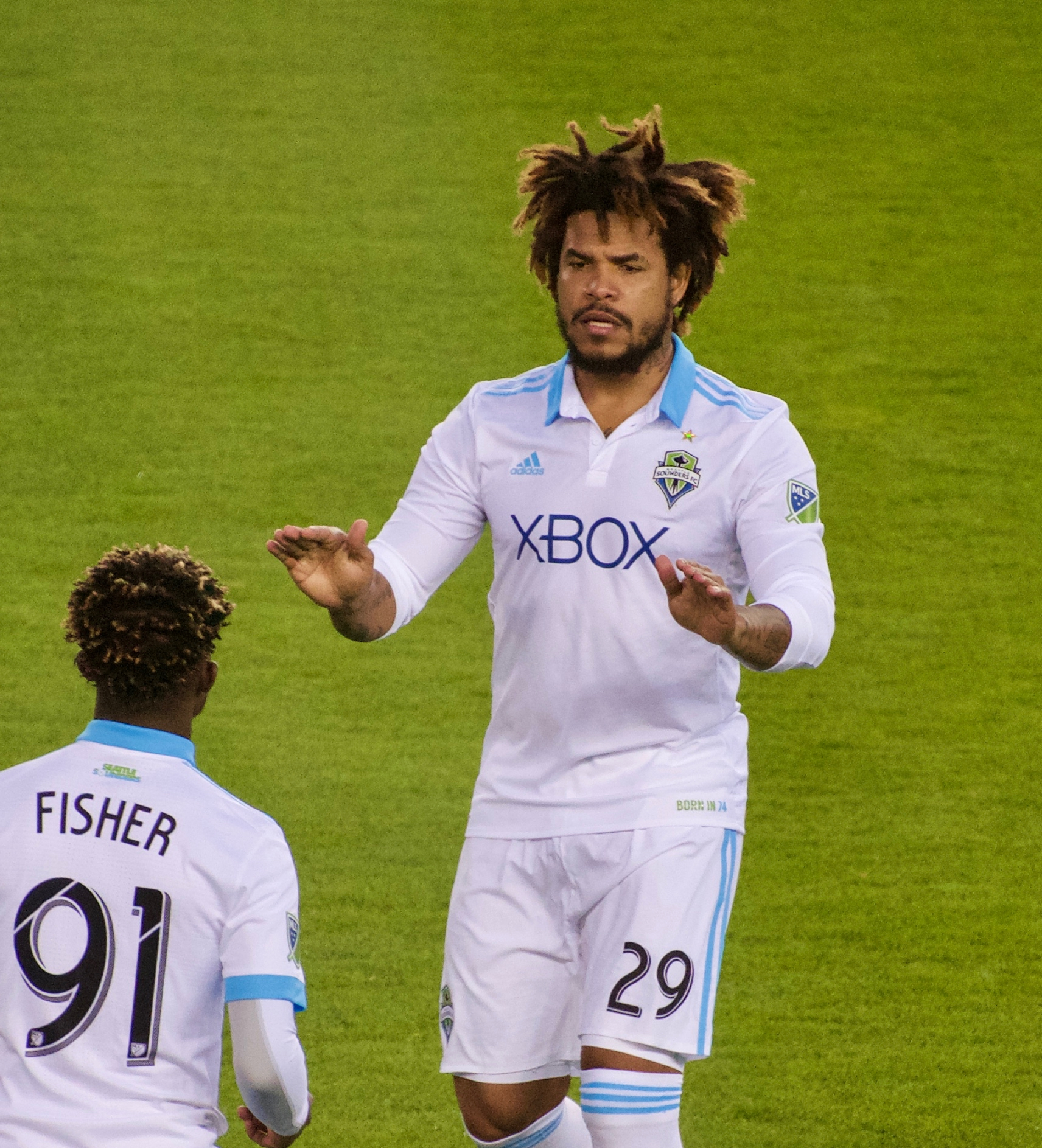
Torres (rechts) im Trikot der Seattle Sounders (2017)

Román Torres begann seine Profikarriere 2004 beim Chepo Fútbol Club im gleichnamigen Distrikt, ehe er zum San Francisco FC wechselte. 2006 ging er nach Kolumbien, wo er zunächst für eine Saison bei Cortuluá unter Vertrag stand. Danach wechselte er zu La Equidad in die Hauptstadt Bogotá, wo er mit Unterbrechungen bis 2015 spielte. Dazwischen wurde er dreimal verliehen, zuletzt für mehrere Spielzeiten an den Millonarios FC. Im Transferwinter 2009/10 interessierten sich die Championship-Klubs Blackpool und Swansea City für Torres, ein Wechsel nach England kam aber nicht zustande.
Im August 2015 unterschrieb Torres einen Vertrag bei den Seattle Sounders in der US-amerikanischen Major League Soccer. Nur einem Monat nach seinem Spieldebüt erlitt er in einer Partie gegen die San José Earthquakes einen Kreuzbandriss und musste fast neun Monate aussetzen. Am 10. Dezember 2016 erzielte Torres im Elfmeterschießen gegen den Toronto FC den entscheidenden Treffer zum 5:4-Endstand im MLS Cup, womit sich die Sounders erstmals zum Champion kürten.
Anfang August 2019 wurde Torres wegen eines Verstoßes gegen die Dopingbestimmungen der MLS für zehn Partien gesperrt. Nach Saisonende wechselte der zuletzt an Tacoma Defiance verliehene Torres zum Liganeuling Inter Miami.

### Nationalmannschaft
Erste Erfahrungen auf internationaler Ebene sammelte Román Torres mit der U20 im Rahmen der Junioren-Weltmeisterschaft 2005 in den Niederlanden.
Sein Debüt in der Nationalmannschaft gab er am 17. Juli 2005 während des CONCACAF Gold Cups gegen Südafrika. Panama drang im Lauf des Turniers bis in das Finale vor, unterlag dort aber knapp der US-Auswahl.
In den folgenden Jahren wurde Torres zu einem Führungsspieler seiner Mannschaft und nahm an den Qualifikationsturnieren für vier Weltmeisterschaften (2006–2018) teil. Im Gold-Cup-Halbfinale 2015 erzielte er gegen Mexiko per Kopf den Führungstreffer, Panama scheiterte aber aufgrund strittiger Entscheidungen des Schiedsrichters Mark Geiger – darunter ein von Torres verursachter Handspiel-Elfmeter – am Finaleinzug. Letztlich belegten die Mittelamerikaner dank eines Sieges über die USA Platz drei.
Im entscheidenden Qualifikationsspiel für die WM 2018 in Russland am 10. Oktober 2017 erzielte Torres den 2:1-Siegtreffer gegen Costa Rica, womit sich Panama erstmals für eine WM-Endrunde qualifizierte. Bei der Weltmeisterschaft verlor die Mannschaft alle drei Gruppenspiele und Kapitän Torres kündigte nach über 100 Länderspielen seinen Rücktritt vom Nationalteam an. Tatsächlich kehrte er bald zur Mannschaft zurück und spielte etwa im Gold Cup 2019 wieder für Panama.

## Sonstiges
Román Torres, der mit 119 Länderspielen einer der aktivsten Spieler der panamaischen Nationalmannschaft ist, wird seit dem entscheidenden Treffer für die WM-Qualifikation in seinem Heimatland als Nationalheld verehrt. Seine bullige Statur unterstützt seinen körperbetonten Spielstil, laut offiziellen Angaben der FIFA war er mit einem Körpergewicht von 99 Kilogramm der schwerster Spieler bei der WM 2018.
Torres ist seit 2008 Vater eines Sohnes. Seit Februar 2018 besitzt er eine Green Card.

## Erfolge
- MLS Cup (2): 2016, 2019 (Seattle Sounders)
- Gold-Cup-Finalist (1): 2005 (Panama)
- Gold-Cup-Dritter (1): 2015 (Panama)
- WM-Teilnahme (1): 2018 (Panama)